# Informatica
Informatica je mednarodna revija s sedežem v Evropi. Objavlja prispevke v angleščini s področij računalniških znanosti, informatike in kognitivnih znanosti s poudarkom na inteligentnih sistemih.
Informatica izhaja štirikrat letno, redno od leta 1977. Izdaja jo Slovensko društvo Informatika.